# Skanör med Falsterbo
Skanör med Falsterbo est une localité du comté de Scanie, en Suède, située dans la commune de Vellinge. 6 937 personnes y vivent en 2010.
La localité réunit Skanör et Falsterbo, deux anciennes villes médiévales, à une trentaine de kilomètres au sud de Malmö sur la « péninsule de Falsterbo ».
Le centre-ville est à l'extrémité de cette péninsule avec Skanör au nord-ouest et Falsterbo au sud-ouest.
Le « canal de Falsterbo » qui traverse la base de la péninsule, permet aux navires de passer rapidement de l'Øresund au nord à la mer Baltique au sud.
Skanör et Falsterbo ont chacune reçu le privilège de ville au XIIIe siècle et ont gardé chacune leur personnalité jusqu'à aujourd'hui.